# 藍色

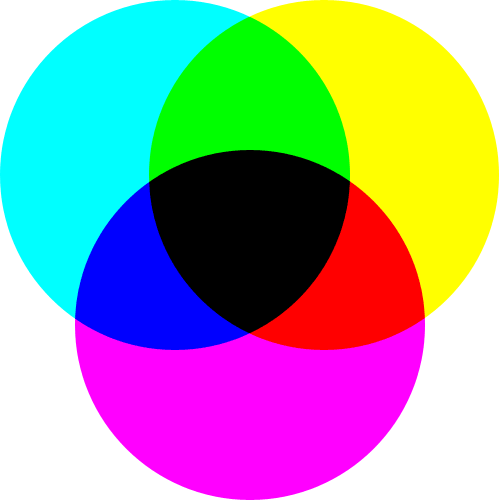
左下即為藍色，左上的青色有時也被視為是一種藍色

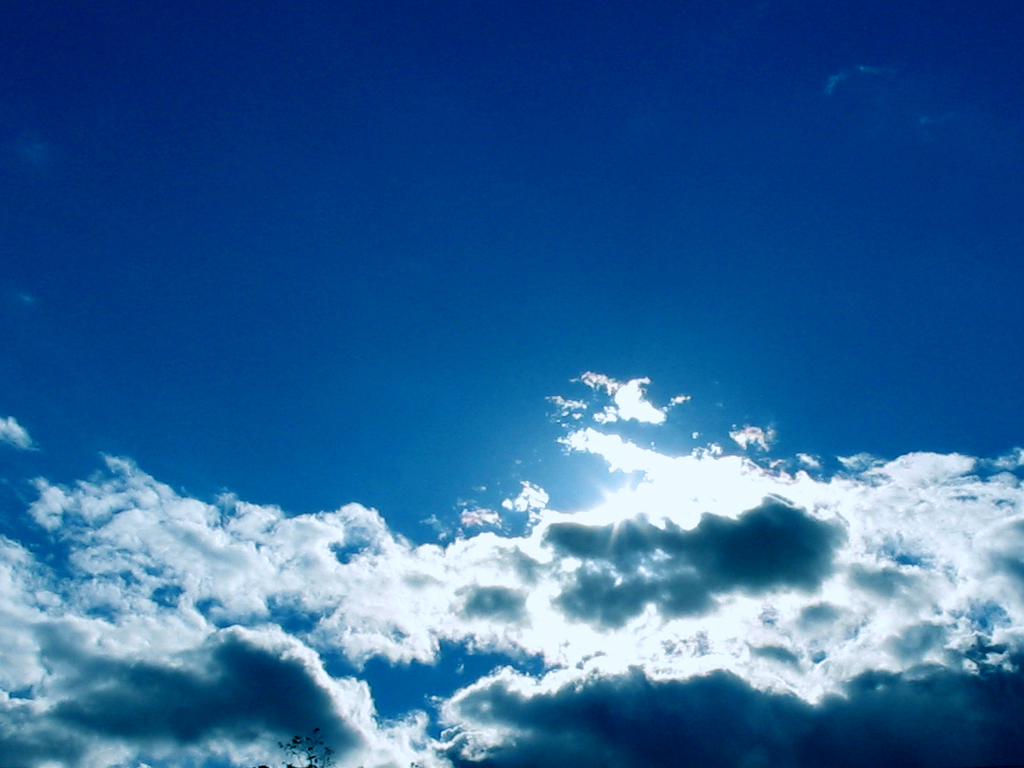
藍色天空

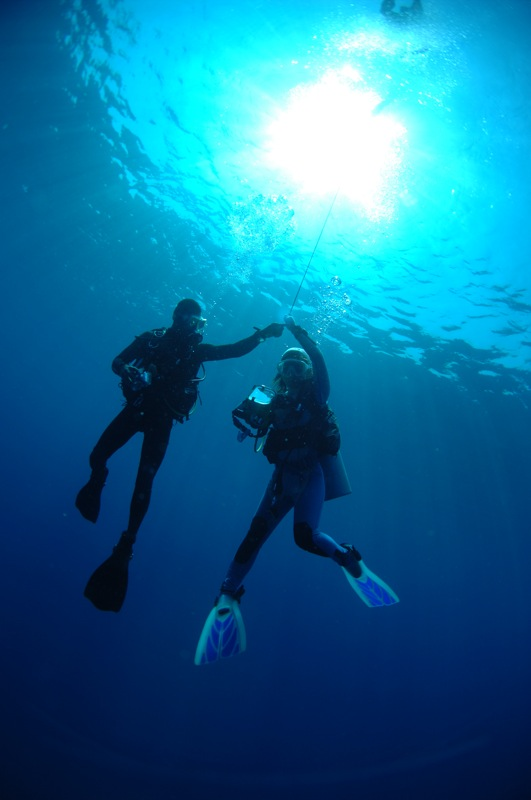
藍色潛水海平面

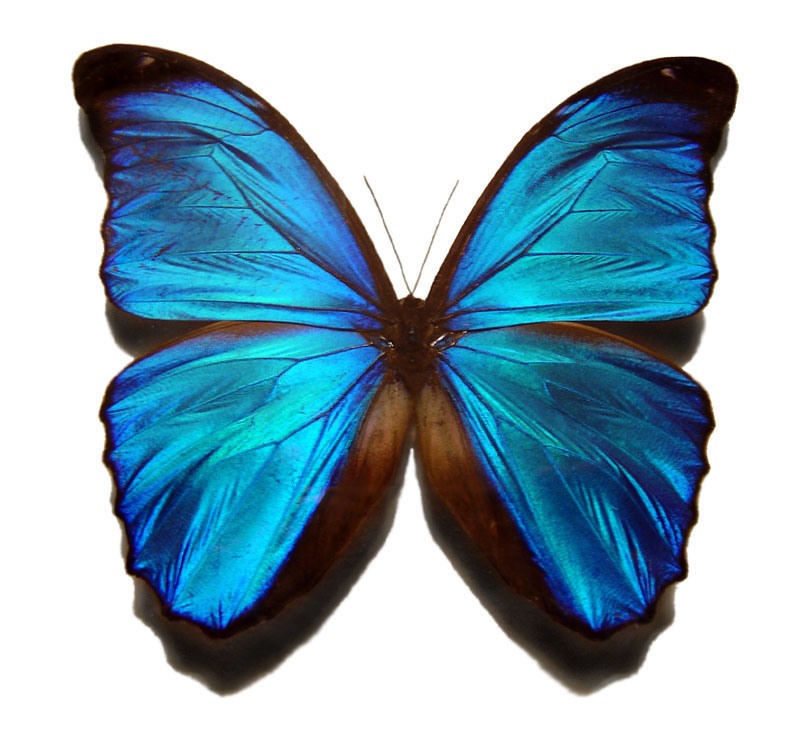
藍色蝴蝶

蓝色是一种颜色，它是红绿蓝光的三原色中的其中一元，在这三种原色中它的波长最短（约440-470纳米）。在傳統加色法上，藍色也被認為是三原色之一。
由于空气中灰尘对日光的瑞利散射，晴天的天空是蓝色的。由于水分子中的氢-氧键对约750纳米的光的吸收，大量的水集中在一起呈蓝色，由于氘-氧键吸收波长比较长的光（约950纳米），因此重水是无色的。
蓝色在传统的RYB颜色模型中的互补色是橘色。

## 藍色系
| 名稱   | 名稱                                                   |
| ------ | ------------------------------------------------------ |
| 0000ff | 正藍，RGB色彩系統中的藍色                              |
| ADD8E6 | 粉末藍，偏绿色的蓝色，介於藍綠之間                     |
| 007fff | 天藍色，正好位於藍色與青色之間                         |
| 00ffff | 青色，光的三原色之一，等量的绿色和蓝色混合而成的颜色   |
| 00ffff | 鴨綠，等量的绿色和蓝色混合而成的颜色                   |
| F0F8FF | 愛麗絲藍，偏白的蓝色，極度的淡藍色                     |
| 00005A | 藏青色，偏黑的蓝色                                     |
| 0087BD | 自然色彩系統（英语：Natural_Color_System） (NCS)的藍色，也是瑞典國旗上的藍 |
| 310062 | 靛蓝色，偏紫色和黑色的蓝色                             |
| 40e0d0 | 綠松色，偏绿色的蓝色                                   |

## 音乐
在音樂中藍色是一個經常被使用的名稱。許多樂隊和歌名以藍色命名。此外有两種由美國起源的音樂，一個稱為（Blues），另一個被稱作（R&B）。

## 政治
- 在美国，藍色一般是民主党的颜色。
- 在英国和加拿大，蓝色是保守党的颜色。其他的保守主義黨派不少也以藍色作為象征，如歐洲人民黨，法國人民運動聯盟等。
- 在大韓民國，藍色是共同民主党的象徵顏色。過去民主黨以綠色為象征，2013年後改為藍色。藍色過去為自由韩国党的象征，2012年改為紅色。
- 在聯合國旗幟上的領域是淺藍色，選擇代表和平和希望。它引起了術語“ 藍化”。
- 在玻利維亞，是左翼社會主義運動的顏色。
- 在印度，藍色與賤民運動有關。
- 在猶太教中是最重要象徵陰影的顏色。在以色列國旗有兩個藍色橫條紋和藍色大衛之星，是猶太復國主義的象徵。藍色也象徵以色列政黨中右翼的利庫德集團。
- 在香港，藍色是反佔中和支持逃犯條例修訂草案，是建制陣營（支持特區政府和警察、親中共）的代表顏色，但同時亦為香港本土派、香港獨立運動的自由意志主義象徵顏色。
- 在中華民國，藍色是中國國民黨的象徵顏色。
- 在中华人民共和国，蓝色是中国国民党革命委员会的象征颜色。

## 用途和象征意义
- 一些自然界的景象都是藍色的，如海水和天空，給人柔和舒服的感覺。
- 是天空的顏色，象徵虛空、無窮以及神聖的。
- 由於是白天天空的顏色，因此會讓人有精神（讓大腦誤以為是在白天、應該打起精神來），應避免夜間使用，許多家電使用藍光LED做指示，其實是違反人體工學的。
- 在许多国家警察的制服是蓝色的，警察和救护车的灯一般是蓝色的，容易使人冷靜，因此蓝色有时有急救的意思。
- 藍色在標記色彩標準中被用作提示、指示。
- 藍色筆為書寫用筆。
- 许多空军和海军的军装是蓝色的，一般空军为天蓝色，海军为藏青色。
- 蓝领一般指工厂中从事体力劳动的工人，这个称呼来自于工人工作时穿的蓝色工作服，与此相对的是白领，一般指办公室中的职员，他们一般穿白衬衫。
- 在伊斯兰教中，蓝色是一种纯洁的颜色。
- 欧洲的贵族往往被称为有“蓝色的血”，有人认为这个称呼来自于他们苍白的皮肤。
- 在性別角色裡，古代西方紅色或粉紅色一般是男性的颜色，女性則是藍色或粉藍色，東方紅色或白色一般是男性的颜色，女性則是綠色或黃色，現代則一般多以藍色作為男性的颜色，女性則是紅色或粉紅色，这个习惯是从第一次世界大战后才开始的 （页面存档备份，存于）。有些情況下會以黑色、綠色或棕色來代表男性。至於淺藍色則常和男嬰聯繫在一起，因在傳統上西方父母往往會為男嬰穿上淺藍色的衣服。最主要原因是以冷色調的藍色中和男性的紅色體質，增加其穩重和克制；以暖色調的紅色中和女性的藍色體質，增加其勇氣與積極性。而在某些國家則以直觀方式分類，譬如日本，男性顏色包括紅色，天藍色，靛藍色；女性顏色包括，粉紅色，銀灰色，桃色；中性顏色兩者兼用的是：白色，黑色，黃色，綠色，紫色，橙色等等。
- 在日本以及日語中，藍色（あいいろ）是靛藍色的意思，而中文的藍色被稱為「青色」（あおいろ）。
- 藍皮書一般是一部年書或類似的參考書。
- 從1860年代開始以最高速度横渡大西洋的船只被授予藍色佩戴的稱號。
- 藍帶一般用來標誌品質非常高的事物。
- 牛津大学的颜色是深蓝色，剑桥大学的颜色是浅蓝色。
- 在西方受內傷時皮下的淤血往往被稱為藍色塊，華文稱這樣的淤血為烏青塊。
- 在醫學的示意圖中靜脈一般被畫成藍色，實際上靜脈血是紫紅色的。
- 微软的Windows系统在系统发生无法矫正的错误的情况下显示藍白當機畫面。
- 在美國南北戰爭中，北方的軍裝是藍色的，因此藍色往往被用來代表北方，南方的軍裝是灰色的，因此灰色往往被用來代表南方。
- 國際商用機器公司的暱稱“大藍色”（Big Blue），該公司製造的第一台戰勝西洋棋世界冠軍蓋利·卡斯帕羅夫的計算機被稱為深藍。
- 在英语国家中，假如在一个月中有两次满月的话，这个现象被称为“蓝月”。
- 蓝色被看作是一种比较寒冷的颜色。
- 在英文中，憂鬱與藍色共用同一詞彙「blue」。
- 歐美國家中藍色可能也有「色情物」的意涵，例如blue joke和blue film。
- 鹼性物質用多種酸鹼指示劑檢驗後，變色為藍色。
- pH值<3的物質用剛果紅檢驗後，變色為藍色。
- 在決鬥時兩方往往會分藍色和紅色，例如拳擊、泰拳和跆拳道。
- 大部分软件的用户界面默认颜色是蓝色。
- 在MediaWiki軟體裡，紅色代表尚未撰寫的條目，藍色代表已經被創建及編輯過可瀏覽內容的條目。
- “藍色控”是指人特別鍾愛藍色，且對於看到任何關於藍色的人事物會感到興奮，想要擁有所有關於藍色的事物。
- 藍色在傳統西方神秘學中代表豪邁偉岸或冷靜硬朗的星座兩極，分別包括射手座或摩羯座；木星或土星；數字7與8，代表藍色的廣大與浩瀚。
- 通常象徵科技代表色。
- 印度教神祇多数被描绘成蓝色皮肤，如湿婆、毗湿奴、奎师那和时母。
- 佛教的药师佛、阿閦佛、金刚手菩萨在唐卡中也常被描绘成蓝色皮肤。
- 在泰国文化中，蓝色是星期五的代表色。
- 藍色在电阻色碼中代表6（數字、乘冪）或0.25%（誤差）。

## 註解
1. ↑  然而在減色法上是青色